# 岐阜県道401号恵那峡公園線
岐阜県道401号恵那峡公園線（ぎふけんどう401ごう えなきょうこうえんせん）とは、岐阜県恵那市を通る一般県道である。

## 概要

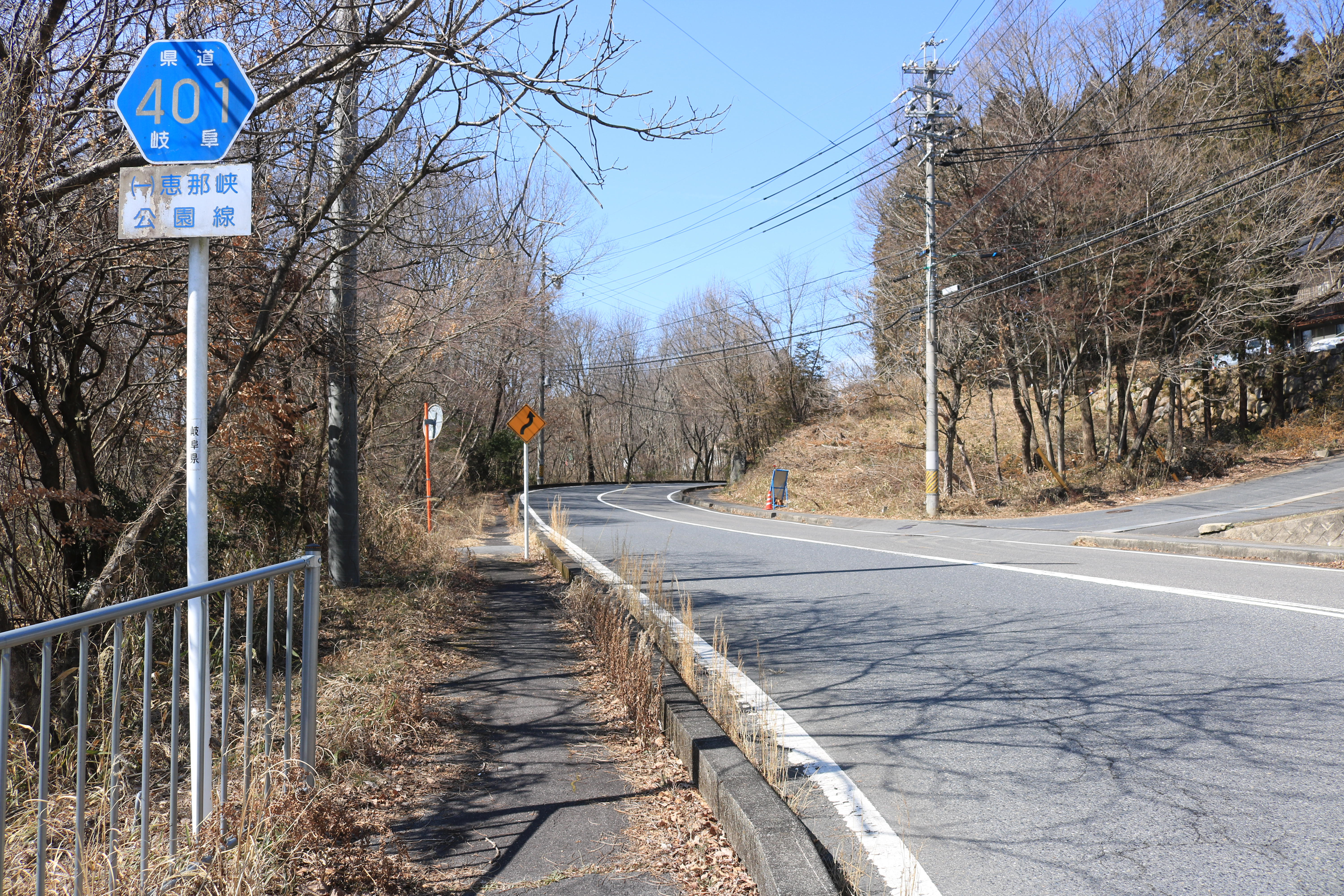
岐阜県道401号恵那峡公園線、恵那市大井町にて

木曽川の大井ダムによってできた人造湖の美しい風景と奇岩で有名な名勝恵那峡と、恵那市街地を結ぶ路線である。
岐阜県恵那市大井町の恵那峡公園前バス停付近が起点。付近には奇岩の傘岩や恵那峡観光ホテル、恵那峡グランドホテルなどの宿泊施設、シアター恵那（笠松競馬場外馬券売場）、恵那郷土館などがある。起点から概ね南東方向に、カーブやアップダウンをしながら進む。JR中央本線のトンネル上を通過し、中央自動車道を橋で渡り、恵那市大井町の恵那高北交差点（岐阜県道68号恵那白川線交点）が終点。約3.7kmの短い路線である。

### 路線データ
- 起点：岐阜県恵那市大井町 恵那峡公園
- 終点：岐阜県恵那市大井町 恵那高北交差点（岐阜県道68号恵那白川線交点）
- 総延長：3.707km

## 路線状況

### 別名
- 恵那峡ロード（恵那市）

## 地理
起点付近に木曽川が流れる。

### 通過する自治体
- 岐阜県
  - 恵那市

### 主な接続道路
- 岐阜県道410号苗木恵那線（恵那市大井町）
- 岐阜県道68号恵那白川線（恵那市 恵那高北交差点）

### 周辺

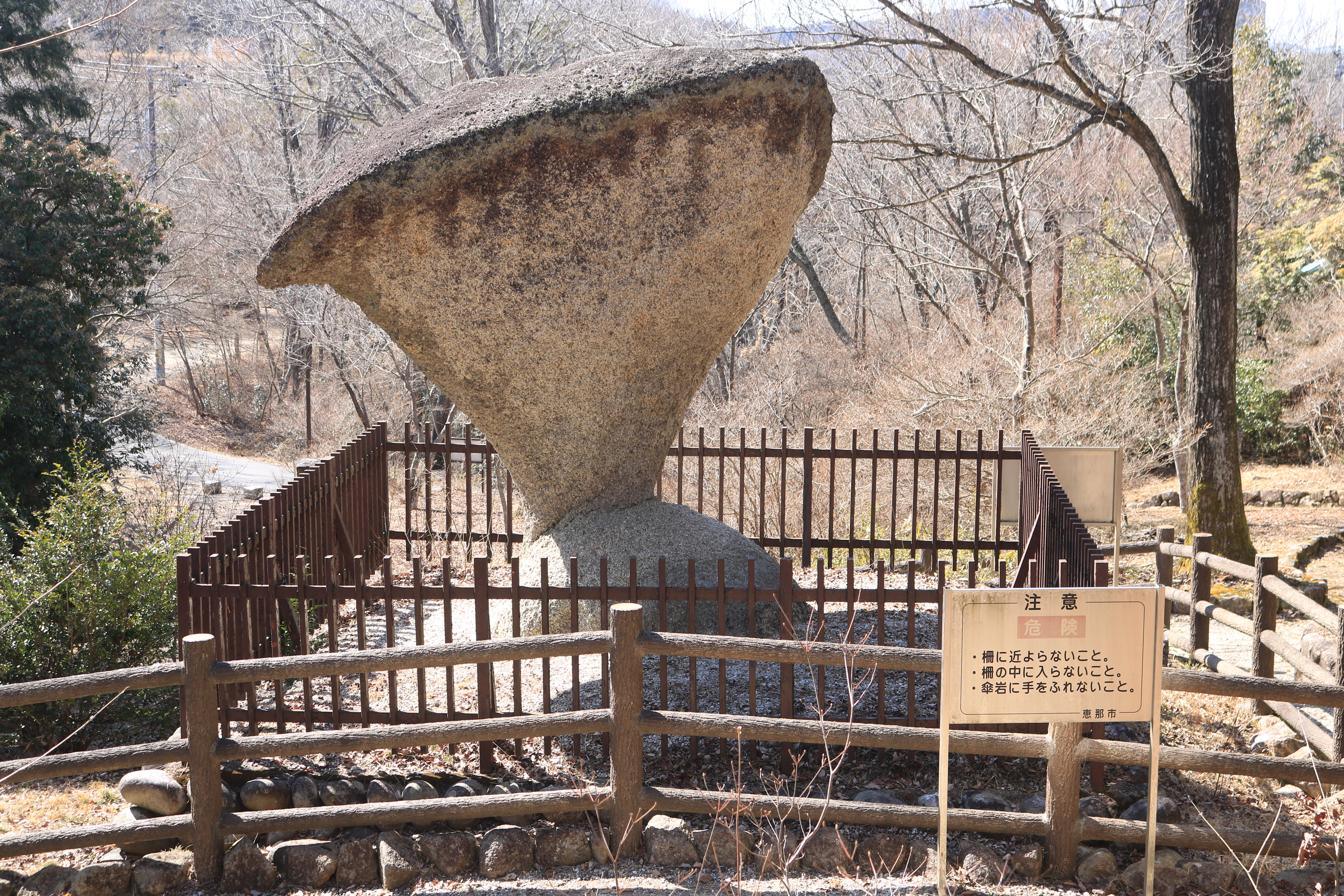
傘岩（国の天然記念物）

- 恵那峡
- 恵那峡ロープウェイ（休止中）

- 傘岩
- 岐阜県立恵那農業高等学校
- 恵那市立大井小学校
- 岐阜県立恵那高等学校